# Stenenmolen
De Stenenmolen (ook: Molen Abbeloos en Beirens Molen) is een windmolenrestant in de tot de Oost-Vlaamse gemeente Dendermonde behorende plaats Oudegem, gelegen aan Hofstraat 129.
Deze ronde stenen molen van het type beltmolen fungeerde als korenmolen.

## Geschiedenis
Tussen 1668 en 1680 werd op deze plaats, Duivelsveld genaamd, een standerdmolen gebouwd. In 1886 werd deze gesloopt en vervangen door een ronde stenen molen. Naast de windmolen werd ook een stoommaalderij geplaatst.
In 1937 werden de wieken verwijderd en werd de molen voorzien van een nieuwe kap, die echter in 1940 afwaaide. In 1937 werd ook de stoommaalderij vervangen door een woonhuis. In 1943 werd de molenromp van een betonnen afdekking voorzien.
Vanaf 1960 raakte de romp in verval, de afdekking verdween en de molenbelt werd afgegraven. De romp begon af te brokkelen.
In 2019-2020 werd de romp gerestaureerd.
- Inventaris van het Bouwkundig Erfgoed (Vlaanderen): 48626